# Game Boy Advance SP
Game Boy Advance SP (GBA SP), phát hành vào tháng 2 năm 2003, là  máy chơi trò chơi điện tử cầm tay thế hệ thứ sáu do Nintendo phát triển, phát hành và tiếp thị, đây được coi là phiên bản nâng cấp của Game Boy Advance gốc. Từ "SP" trong tên gọi là từ viết tắt của "Special" (Đặc biệt). Đây là hệ máy áp chót trong dòng Game Boy Advance, trước Game Boy Micro, phát hành vào tháng 9 năm 2005. Dòng Game Boy Advance được nối tiếp bởi dòng Nintendo DS, bắt đầu với việc phát hành Nintendo DS bản gốc vào tháng 11 năm 2004.

## Thông số kỹ thuật

### Vật lý
- Kích thước (đóng): Khoảng 8.4 × 8.2 × 2.44 cm (3.3 × 3.23 × 0.96 inche).
- Trọng lượng: 142 gam (khoảng 5 ounces)
- Màu sắc: Hiển thị đồng thời hơn 32.000 màu
- Màn hình: 2.9 inch TFT màu LCD phản quang.
- Tốc độ khung hình: 50 Hz[8]
- Nguồn sáng: LCD tích hợp đèn trước.
- Nguồn: Pin lithium ion có thể sạc lại.
- Tuổi thọ pin: 10 giờ chơi liên tục với đèn sáng, 18 giờ nếu tắt đèn; cần tối đa 3 giờ để sạc lại.

#### Các màu vỏ
Onyx, Flame, Platinum Silver, Cobalt Blue, Pearl Pink, Pearl Blue, Graphite, Midnight Blue, Charizard Fire Red, Torchic Orange, Venusaur Leaf Green, NES classic design, and Pikachu Yellow. A limited gold edition with a Triforce and the Hyrule Royal Family crest was available in Europe which included a copy of The Legend of Zelda: The Minish Cap. In 2003, Toys "R" Us sold an exclusive gold edition (without any Zelda symbols) in the US starting on Black Friday of that year, initially with a Super Mario Advance 4 game. In September 2005, a Blue edition was sold through Best Buy. A special Pokémon Emerald pack contained a limited edition Green Rayquaza SP and the Emerald game. A limited edition backlit edition exists. There is also an All Blacks edition. An Orange and red version was made as a prize for a speed run competition for Metroid Zero Mission. A red SP with a circle with an M in it was created, modeled after Mario's cap; it also came in a bundle that included the game Mario Vs. Donkey Kong.
GBA SP có kích thước lớn hơn một nửa so với GBA khi đóng và gần bằng chiều cao của Game Boy Color của Nintendo khi mở. Mô hình này của Game Boy có thể chơi tất cả các băng Game Boy, bao gồm Game Boy, Game Boy Color và Game Boy Advance. Vỏ sò (hoặc thiết kế máy tính xách tay) bảo vệ màn hình khỏi trầy xước và bụi, gợi nhớ đến các máy Game & Watch hai màn hình. Tuy nhiên, vỏ được làm từ một vật liệu khác, khiến nó dễ bị trầy hơn các máy Game Boy trước đây. Khe băng đã được di chuyển xuống dưới cùng, úp xuống. Điều này khiến việc sử dụng các băng đặc biệt, như Máy ảnh Game Boy và Kirby: Tilt and Tumble, trở nên khó khăn hơn.GBA là hệ máy cầm tay được phát hành quốc tế đầu tiên của Nintendo có tích hợp đèn nền. Tuy nhiên, có một hệ máy chỉ dành cho Nhật Bản, Game Boy Light, về cơ bản là Game Boy Pocket với màn hình điện phát quang.
Bộ chuyển đổi nguồn AC GBA SP đi kèm với gói để sạc lại pin lithium ion, thứ mà Game Boys trước đây không có (thường sử dụng viên pin thông dụng). Bộ chuyển đổi này cũng tương thích với máy DS gốc. Thư viện phần mềm và thông số kỹ thuật phần cứng chung giống hệt với thư viện của Game Boy Advance.
Tại Nhật Bản, máy được phát hành với nhiều màu sắc tiêu chuẩn và các gói đặc biệt. Ở hầu hết các khu vực khác, thường được phát hành với màu Platinum Silver và Charcoal Black. Sau đó, một phiên bản Flame Red đã được phát hành. Sáu phiên bản đặc biệt cũng đã được phát hành: NES Classics có cùng tông màu với tay cầm NES cổ điển (và được thiết kế giống với NES khi đóng), SpongeBob SquarePants, Pikachu và một bản màu bạc có hình xăm thiết kế được in trên đó, được gọi là "Tribal Edition". Ở các khu vực khác, chẳng hạn như Châu Âu, Châu Á và Trung Đông, các màu bổ sung đã được phát hành, như Pearl Green và Starlight Gold. Ngoài ra, hai phiên bản đặc biệt cũng đã được phát hành dành riêng cho khu vực Châu Á.
Nintendo đã lên kế hoạch để SP tương thích 3D, nhưng độ phân giải của LCD quá thấp, dẫn đến việc Nintendo loại bỏ nó.

### Bên trong
- CPU (đối với các game GBA): ARM7TDMI 32 bit với bộ nhớ có sẵn.
- CPU (đối với các game GBC): 8-bit Sharp LR35902 (8080)
- Bộ nhớ: 32 kilobyte +96 kilobyte VRAM (CPU bên trong), DRAM 256 kilobyte (CPU ngoài).
- Độ phân giải: 240 × 160 pixel.
- Màu sắc: RGB 15 bit (không gian màu 15 bit sử dụng độ sâu 5 bit trên mỗi kênh), có khả năng hiển thị 512 màu đồng thời ở "chế độ ký tự" và 32.768 (2 15) màu đồng thời trong "chế độ bitmap".
- Phần mềm: Tương thích với tất cả các trò chơi Game Boy và hầu hết các trò chơi Game Boy Color. Các trò chơi Game Boy có thể được chơi bằngbảng màu có thể chọn giống như trên Game Boy Color.

### Giắc cắm tai nghe

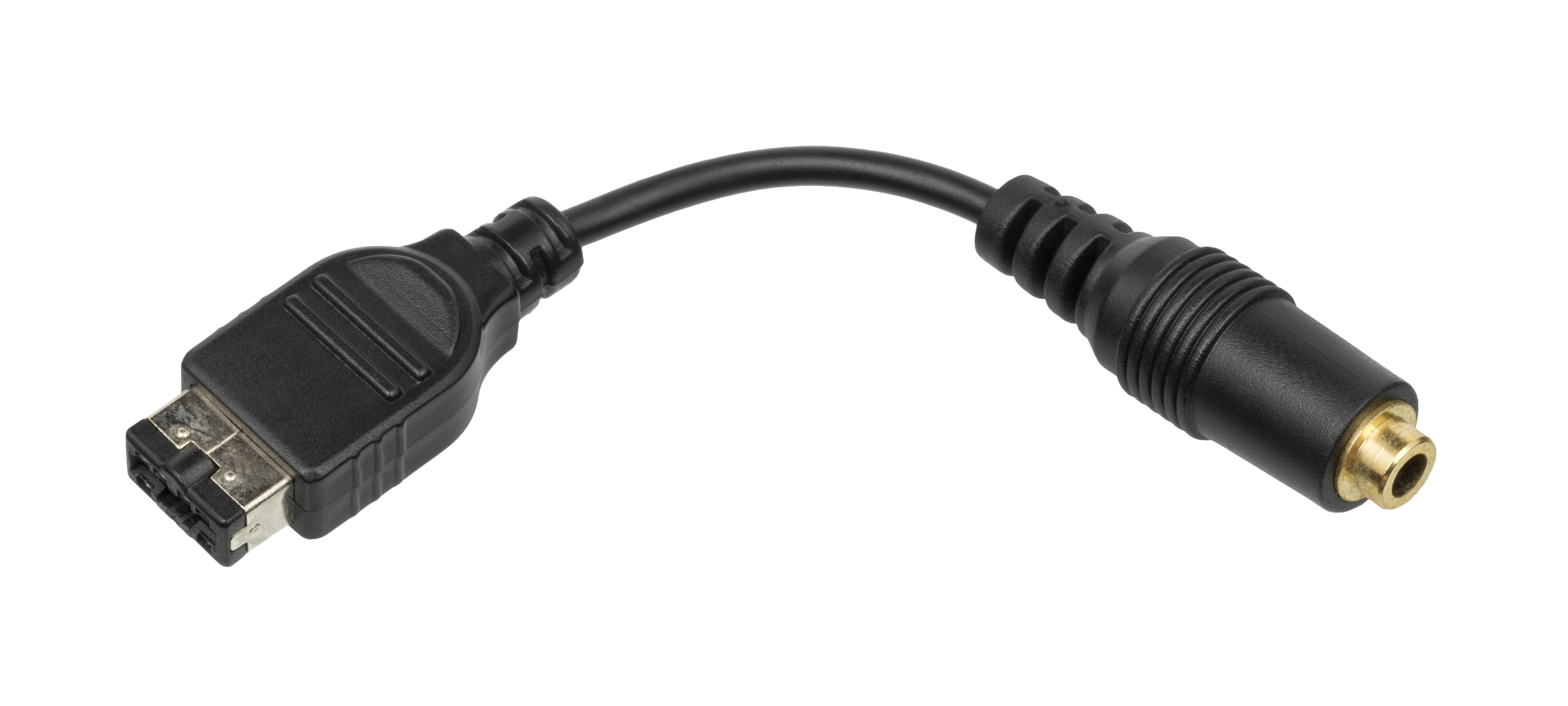
Bộ chuyển đổi tai nghe cho Game Boy Advance SP

Nintendo đã loại bỏ giắc cắm tai nghe TRS khỏi SP, vốn đã được đưa vào tất cả các mẫu Game Boy trước đây. Có thể mua tai nghe được thiết kế riêng cho GBA SP hoặc tai nghe tiêu chuẩn có thể được gắn với bộ chuyển đổi tùy chọn, âm thanh lập thể , được cắm vào cùng một cổng với bộ chuyển đổi AC. Vì Nintendo DS sử dụng cùng cổng sạc với GBA SP nên bộ chuyển đổi tai nghe hoạt động với hệ máy nói trên.
Vì cả bộ chuyển đổi AC và tai nghe đều sử dụng cùng một cổng, không thể sạc SP và nghe tai nghe cùng lúc với bộ chuyển đổi thương hiệu Nintendo. Tuy nhiên, có các giải pháp của bên thứ ba, chẳng hạn như bộ chuyển đổi "tách" thành hai dây khác nhau; giắc cắm nguồn ở một bên và giắc cắm tai nghe TS ở bên kia.

## Mẫu có đèn nền (AGS-101)

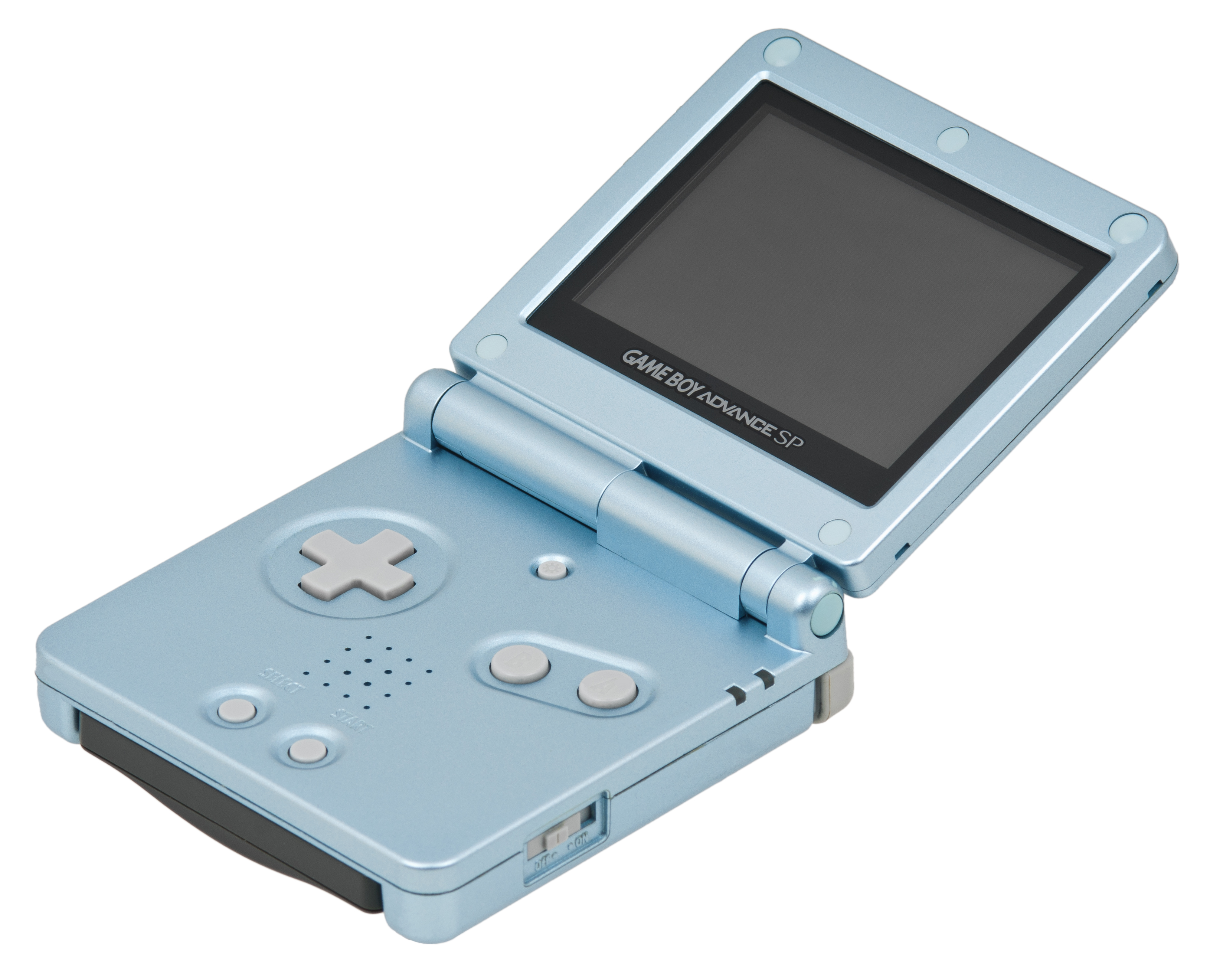
Mẫu AGS-101 GBA SP màu xanh ngọc có màn hình sáng cải tiến.

Vào tháng 9 năm 2005, khoảng thời gian phát hành Game Boy Micro, Nintendo đã phát hành một phiên bản cải tiến của Game Boy Advance SP ở Bắc Mỹ, có màn hình sáng hơn thay vì màn hình chiếu sáng trước của phiên bản trước. Bản mới có thể được phân biệt bởi các tính năng sau:
- Hộp ghi "Bây giờ với màn hình có đèn nền SÁNG HƠN!" để phân biệt bản mới với các bản cũ hơn, có đèn phía trước.
- Đèn nền của SP có Số Model AGS-101 trên nhãn ở dưới cùng của thiết bị, trong khi SP phía trước ban đầu có Số Model AGS-001 [16]
- Nút mini ở giữa, trên cùng của mặt dưới máy được gọi trong hướng dẫn là "Công tắc độ sáng" và chọn giữa hai mức độ sáng, "Bình thường" (Thấp) và "Sáng" (Cao) mà không mất cài đặt khi tắt. Trên các mẫu đèn trước, nút này chỉ bật hoặc tắt đèn trước. Với đèn nền được đặt thành "Bình thường" (Thấp), độ sáng vẫn vượt qua AGS-001 ban đầu khi bật đèn trước.
- Khi tắt nguồn, màn hình của bản đèn nền hoàn toàn màu đen, nhưng màn hình của bản có đèn trước sáng hơn đáng kể.

Phiên bản đèn nền Bắc Mỹ có ba màu tiêu chuẩn: "Pearl Blue", "Pearl Pink" và "Graphite" (phiên bản màu xám của Onyx Black). Ngoài ra còn có hai mẫu đèn nền độc quyền Toys "R" Us, mẫu "SpongeBob SquarePants" và "Limited Edition Pikachu".
Vào năm 2006, mẫu đèn nền AGS-101 cũng được phát hành rất hạn chế ở châu Âu. Rất ít bản được đưa ra thị trường, có khả năng là do việc phát hành Nintendo DS tương thích với Game Boy Advance một năm trước đó. Phiên bản châu Âu được phát hành màu "Surf Blue"  cũng như được phát hành lại trong phiên bản "Pink" và "Tribal".
Không giống như bản phát hành ở Bắc Mỹ, hộp châu Âu không có bất kỳ văn bản nổi bật nào để phân biệt các mẫu đèn nền với các mẫu đèn trước cũ hơn. Ngoài ra, chỉ có màu "Surf Blue" là duy nhất với AGS-101, hai màu còn lại là "Pink" và "Tribal" đã được phát hành là bản đèn trước - vì những lý do này nên rất khó để xác định bản đèn nền SP phát hành ở châu Âu. Ngoài số kiểu máy AGS-101 trên đế của thiết bị, tính năng phân biệt rõ ràng duy nhất khác của mẫu đèn nền châu Âu là hình ảnh lớn của Game Boy Advance SP đặc trưng ở mặt trước của hộp. (Các mô hình "Pink" và "Tribal" ở Châu Âu chỉ có hình ảnh nhỏ của Game Boy Advance SP ở hai bên của hộp và các mẫu Hoa / Hình xăm ở mặt trước.)
Đây cũng là thiết bị cầm tay cuối cùng của Nintendo có khả năng tương thích ngược với các trò chơi Game Boy và Game Boy Color

## Màu sắc máy
Game Boy Advance SP có nhiều màu sắc và các phiên bản giới hạn.
- All Black (độc quyền New Zealand)
- Blue Kyogre
- Cobalt Blue
- Flame Red
- Famicom 20th Anniversary Edition
- Gold with Zelda Triforce
- Graphite
- Green Rayquaza
- Green Venusaur
- Kingdom Silver (Kingdom Hearts: Chain of Memories Edition)
- Mario
- NES Black (Chỉ ở Anh và Mỹ dưới dạng phiên bản giới hạn)
- Onyx Black
- Pearl Blue
- Pearl Green
- Pearl Pink
- Pearl White (Limited Edition)
- Pikachu Yellow
- Platinum
- Platinum & Onyx (Limited Edition)
- Red Groudon
- Snow White
- Spice & Lime
- SpongeBob
- Surf Blue (độc quyền UK)
- Torchic Orange
- Tribal
- White Rip Curl special edition (độc quyền Australia)
- "Who Are You?" (Đen với chữ "Who Are You?" in phía trên)

## Tiếp nhận
M. Wiley của IGN gọi Game Boy Advance SP là "một nước đi đúng hướng của Nintendo", ca ngợi thiết kế của máy so với GBA ban đầu và nhấn mạnh việc bao gồm màn hình có đèn nền và pin sạc, mặc dù cũng có những chỉ trích nhỏ hướng tới sự thiếu sót của hệ thống giắc cắm tai nghe. Engadget cho điểm số chung là 84 trên 100, ca ngợi các tính năng mới và lưu ý rằng máy thiếu giắc cắm tai nghe. Matthew D. Sarrel của PC Magazine đã gợi ý cho người dùng như đây một sự cải tiến so với bản ban đầu, ca ngợi đèn nền và tích hợp bộ sạc cũng như chất lượng hình ảnh được cải thiện, mặc dù ông lưu ý rằng những người có bàn tay lớn có thể gặp khó khăn với thiết kế máy.

## Doanh số bán hàng
Tính đến ngày 30 tháng 6 năm 2009, Game Boy Advance đã bán được 81,48 triệu máy trên toàn thế giới, trong đó 43,52 triệu là Game Boy Advance SP.
| Ngày       | Nhật       | Mỹ          | Khác        | Tổng        |
| ---------- | ---------- | ----------- | ----------- | ----------- |
| 2003-03-31 | 0.82 triệu | 0.83 triệu  | 0.46 triệu  | 2.10 triệu  |
| 2003-06-30 | ?          | ?           | ?           | 4.84 triệu  |
| 2003-09-30 | 2.33 triệu | 4.32 triệu  | 2.38 triệu  | 9.04 triệu  |
| 2003-12-31 | 3.14 triệu | 7.82 triệu  | 4.34 triệu  | 15.30 triệu |
| 2004-03-31 | 3.68 triệu | 8.78 triệu  | 4.70 triệu  | 17.16 triệu |
| 2004-06-30 | ?          | ?           | ?           | 19.33 triệu |
| 2004-09-30 | 5.02 triệu | 12.46 triệu | 6.21 triệu  | 23.68 triệu |
| 2004-12-31 | 5.94 triệu | 16.13 triệu | 8.67 triệu  | 30.73 triệu |
| 2005-03-31 | 6.00 triệu | 16.69 triệu | 9.10 triệu  | 31.79 triệu |
| 2005-06-30 | ?          | ?           | ?           |             |
| 2005-09-30 | 6.16 triệu | 18.08 triệu | 10.08 triệu | 34.32 triệu |
| 2005-12-31 | 6.35 triệu | 20.40 triệu | 10.64 triệu | 37.40 triệu |
| 2006-03-31 | 6.42 triệu | 20.95 triệu | 10.86 triệu | 38.23 triệu |
| 2006-06-30 | 6.46 triệu | 21.30 triệu | 11.08 triệu | 38.84 triệu |
| 2006-09-30 | 6.48 triệu | 21.95 triệu | 11.37 triệu | 39.79 triệu |
| 2006-12-31 | 6.50 triệu | 23.06 triệu | 11.78 triệu | 41.33 triệu |
| 2007-03-31 | 6.50 triệu | 23.47 triệu | 11.95 triệu | 41.92 triệu |
| 2007-06-30 | 6.50 triệu | 23.78 triệu | 12.14 triệu | 42.43 triệu |
| 2007-09-30 | 6.51 triệu | 24.01 triệu | 12.31 triệu | 42.82 triệu |
| 2007-12-31 | 6.51 triệu | 24.01 triệu | 12.51 triệu | 43.02 triệu |
| 2008-03-31 | 6.51 triệu | 24.00 triệu | 12.71 triệu | 43.23 triệu |
| 2008-06-30 | 6.51 triệu | 24.00 triệu | 12.89 triệu | 43.41 triệu |
| 2008-09-30 | 6.51 triệu | 24.00 triệu | 12.97 triệu | 43.49 triệu |
| 2008-12-31 | 6.51 triệu | 24.00 triệu | 13.00 triệu | 43.52 triệu |